# Ваља Лунга (Васлуј)
Ваља Лунга (рум. Valea Lungă) насеље је у Румунији у округу Васлуј у општини Виндереј. Oпштина се налази на надморској висини од 170 m.

## Становништво
Према подацима из 2002. године у насељу је живело 386 становника, од којих су сви румунске националности.